# 帕克 (科罗拉多州)
帕克（英語：Parker），是美国科罗拉多州道格拉斯县下属的一座城市。建市于1981年5月1日，面积大约为20.491平方英里（53.072平方公里）。根据2010年美国人口普查，该市有人口45,297人。2011年估计该市有人口46,363人，相比2010年人口增长率为2.35%。同时，论人口该市是科罗拉多州第19大城市。